# Jean-René Gossart
Jean-René Gossart est un acteur français, né en 1951.

## Biographie
Il fait ses débuts à la télévision en 1976 dans deux policiers : aux côtés de Yves Rénier et Michel Auclair dans l'épisode  Affectation spéciale  dans la série  Commissaire Moulin et à côté de Michel Duchaussoy dans l'épisode  Les hochets  de Un juge, un flic de Denys de La Patellière.
Il est davantage remarqué en 1979 avec le feuilleton  L'île aux trente cercueils : Jean-René Gossart y joue Conrad, l'un des deux assistants du comte Vorski dans son intrigue diabolique contre l'héroïne Véronique (Claude Jade). Vient ensuite le rôle de  Zarko dans la série  Les Visiteurs (1980).
Au cinéma, il joue des rôles secondaires dans deux films de Patrick Schulmann: Et la tendresse ? Bordel ! (1979) et  Rendez-moi ma peau…  et dans Le Piège à cons (1979) de Jean-Pierre Mocky. En Allemagne, il incarne un gourou aux côtés de Ingrid Steeger dans la mini-série  Susi . Robert Hossein l'engage pour interpréter Claquesous dans son adaptation des Misérables.
En plus de comédies telles que P.R.O.F.S de Patrick Schulmann, dans lequel il incarne Charles Max aux côtés de Patrick Bruel, Jean-René Gossart tourne également dans des films à petit budget produits par la firme Eurociné, tels que Les Amazones du temple d'or, Commando Panther et Maniac Killer. Il a tourné moins fréquemment dans les années 1990: comme Fredo dans Nord de Xavier Beauvois avec Bulle Ogier et en 1999 aux côtés de Ludmila Mikael dans  La route à l'envers .

## Filmographie sélective
- 1976 : Commissaire Moulin, épisode Affectation spéciale
- 1979 : Et la tendresse ? Bordel ! de Patrick Schulmann : Le caresseur
- 1979 : Le Piège à cons de Jean-Pierre Mocky : L'automobiliste à l'alcotest
- 1979 : L'Île aux trente cercueils : Conrad, un assistant de Vorski
- 1980 : Rendez-moi ma peau… de Patrick Schulmann : Le domestique au château de l'astrologue
- 1980 : Les Visiteurs : l’extraterrestre Zarko
- 1982 : Mersonne ne m'aime de Liliane de Kermadec : Le patron du hammam
- 1984 Commando Panther de Pierre Chevalier : un terroriste
- 1985 : P.R.O.F.S de Patrick Schulmann : Charles Max, le prof de Philosophie
- 1986 : Les Amazones du temple d'or  de Jesús Franco et Alain Payet : M. Simpson
- 1987 : Maniac Killer de Andrea Bianchi : Harvey